# Etchingham
Etchingham – wieś w Anglii, w hrabstwie East Sussex, w dystrykcie Rother. Leży 69 km na południowy wschód od Londynu. W 2001 miejscowość liczyła 747 mieszkańców.